# Jeff Melvin
Jeff Melvin é um decorador de arte canadense. Foi indicado ao Oscar de melhor direção de arte na edição de 2018 pelo trabalho na obra The Shape of Water, ao lado de Paul Denham Austerberry e Shane Vieau.